# 松竹歌劇団員の一覧
松竹歌劇団員の一覧（しょうちくかげきだんいんのいちらん）は、松竹歌劇団（1996年（平成8年）解散）に所属した劇団員の一覧である。

## 連名表（スター序列）

### 創立50周年時
| 序列区分           | 主なスター                                                   |
| ------------------ | ------------------------------------------------------------ |
| 大幹部（6名）      | 小月冴子、千草かほる、沖千里、春日宏美、千羽ちどり、藤川洋子 |
| 大幹部待遇（6名）  | 柳千恵子、月路奈見、富士輝子、鵬寿美、甲斐京子、高城美輝     |
| 幹部（12名）       | 翠千草、薫京子、愛川佳代子、小川真理子ほか                   |
| 準幹部（12名）     | 立原千穂、滝真奈美、西島葉子、銀ひ乃でほか                   |
| ベストテン（10名） | 雪路さおり、優月るみ、星里くらら、梓しのぶほか               |
| 技芸員（54名）     | 三輪はるか、かづらめぐみ、朝路さや香、美帆渚ほか             |

## 年度別
新入団者は序列上位5名の記載を基準（編入を除く）とし、うち★は戦後13期以降の首席入団者が務めたバトンガールを指す。また、表彰制度は1957年（昭和32年）から開始された。
| 年度               | 主な入団者                                                                                         | 表彰                                                                  | 備考                                      | 出典   |
| ------------------ | -------------------------------------------------------------------------------------------------- | --------------------------------------------------------------------- | ----------------------------------------- | ------ |
| 1928年（昭和3年）  | 第1期：小野小夜子、野島珠子、桂花代、草香田鶴子、浅香茂子 編入：水の江瀧子、大伴まち子、小倉みね子 |                                                                       |                                           | [ 3 ]  |
| 1929年（昭和4年）  | 第2期：松川和子、千川輝美、津阪織枝、長門美千代、西條エリ子                                        |                                                                       |                                           | [ 4 ]  |
| 1930年（昭和5年）  | 第3期：富士雪枝、富士峯子、三田早苗、春海洋子、金杉玲子                                            |                                                                       |                                           | [ 4 ]  |
| 1930年（昭和5年）  | 第4期：春日涼子、花園馨、谷口敏子、吉野月子、香川郁子                                              |                                                                       |                                           | [ 4 ]  |
| 1930年（昭和5年）  | 第5期：入谷滝子、森川百合子、宝田綾子、深川絹子、淡路浪子                                          |                                                                       |                                           | [ 5 ]  |
| 1930年（昭和5年）  | 第6期：逢初夢子、松坂文子、関真子、富士見里子、芝兼子                                              |                                                                       |                                           | [ 6 ]  |
| 1930年（昭和5年）  | 第7期：浦野妙子、青葉照子、草間光子、熱海芳枝                                                      |                                                                       |                                           | [ 6 ]  |
| 1931年（昭和6年）  | 第8期：京町みち代、糸井みさ子、町田みよ子、美山さゆり、伊丹陽子                                    |                                                                       |                                           | [ 7 ]  |
| 1931年（昭和6年）  | 第9期：南里枝、花井咲子、鶴田夏子、菊田一枝、楠見あきら                                            |                                                                       |                                           | [ 7 ]  |
| 1931年（昭和6年）  | 第10期：河路龍子、紅千代、辰巳千春、東山光子、田村敏子 編入：水谷花江ほか                          |                                                                       |                                           | [ 8 ]  |
| 1932年（昭和7年）  | 第11期：東洋子、萩野敏子、衣川ルミ子、水町五十鈴、桜井良子                                         |                                                                       |                                           | [ 8 ]  |
| 1932年（昭和7年）  | 第12期：日暮里子、芝園星子、綾瀬るり子、深雪嘉代子、染井藍子                                       |                                                                       |                                           | [ 8 ]  |
| 1932年（昭和7年）  | 声楽専科：弥生ひばり、井草鈴子、都路京子、江戸川蘭子                                               |                                                                       |                                           | [ 8 ]  |
| 1934年（昭和9年）  | 歌劇学校1回：吹雪美奈子、椿ルミ子、葉山容子、志摩佐代子、桜田なみ子                                |                                                                       |                                           | [ 9 ]  |
| 1935年（昭和10年） | 歌劇学校2回：津田せい子、遠山すみ子、美須さくら、星光子、加賀見照子                                |                                                                       |                                           | [ 10 ] |
| 1936年（昭和11年） | 歌劇学校3回：牧場マリ子、夕風かほる、神川裕子、小波照代、桜路由美子                                |                                                                       |                                           | [ 11 ] |
| 1936年（昭和11年） | 歌劇学校4回：曙あをみ、小月冴子、並木路子、月城彰子、大國阿子                                      |                                                                       |                                           | [ 11 ] |
| 1938年（昭和13年） | 歌劇学校5回：大江春子、美行かをる、千早映子、穂高登美、川霧さえ子                                  |                                                                       |                                           | [ 12 ] |
| 1939年（昭和14年） | 歌劇学校6回：久慈さかえ、雪枝マリ、空あけみ、幾野道子、旭輝子                                      |                                                                       |                                           | [ 12 ] |
| 1940年（昭和15年） | 歌劇学校7回：上原町子、柏三七子、衣川せき子、秋津嘉子、日夏照代                                    |                                                                       |                                           | [ 13 ] |
| 1945年（昭和20年） | 戦後第1期：磯野千鳥、久我渥美、住之江清子、蓮見あかね、初音千鈴                                    |                                                                       |                                           | [ 14 ] |
| 1946年（昭和21年） | 第2期：五月のぼる、千草かほる、小柳ひさ子、三夜路美、御園照子                                      |                                                                       |                                           | [ 15 ] |
| 1947年（昭和22年） | 第3期：藤里まゆみ、立花香代子、藤代京子、星之江照子、浦和子                                        |                                                                       |                                           | [ 15 ] |
| 1948年（昭和23年） | 第4期：麻耶みづほ、八阪圭子、日下恵美子、月笛小夜子、松代みどり                                    |                                                                       |                                           | [ 15 ] |
| 1949年（昭和24年） | 第5期：草笛光子、京町多恵子、茜美喜、富永美沙子、尾上喜久乃                                        |                                                                       |                                           | [ 16 ] |
| 1949年（昭和24年） | 声楽専科：若山国子、光川洋子、春日玲子、久邇京子、早坂七海                                         |                                                                       |                                           | [ 16 ] |
| 1953年（昭和28年） | 第6期：雪代敬子、長谷川待子、若原柳子、常夏滝子、故里弥生                                          |                                                                       | 松竹音楽舞踊学校改組後初の卒業生（3年制） | [ 17 ] |
| 1954年（昭和29年） | 第7期：扇三千代、真砂さゆり、日比野あけみ、白鳥雅美、山野こだま                                    |                                                                       |                                           | [ 18 ] |
| 1955年（昭和30年） | 第8期：京山緑、孔雀輝、長谷川わかめ、鳩笛恵子、八條ひかり                                          |                                                                       |                                           | [ 18 ] |
| 1956年（昭和31年） | 第9期：滝川さぎり、真城千都世、生野みさを、沖千里、九條映子                                        |                                                                       |                                           | [ 2 ]  |
| 1957年（昭和32年） | 第10期：藤代暁子、富士川まさみ、静波千尋、牛久保恵子、熱海かほり                                   | 年間最優秀賞：上原町子                                                |                                           | [ 2 ]  |
| 1958年（昭和33年） | 第11期：草薙耀子、関比呂子、早乙女澄、毬一二三、宮里きよみ                                         | 年間最優秀賞：常夏滝子                                                |                                           | [ 19 ] |
| 1958年（昭和33年） | 専科：相良美沙                                                                                     | 年間最優秀賞：常夏滝子                                                |                                           | [ 19 ] |
| 1959年（昭和34年） | 第12期：鳳城のぼる、九重和子、美鈴昌子、朝霧憂子、八木正子                                         | 年間最優秀賞：？                                                      |                                           | [ 20 ] |
| 1959年（昭和34年） | 専科：町井光子、北美敬子、南幸子、松田博美                                                         | 年間最優秀賞：？                                                      |                                           | [ 20 ] |
| 1960年（昭和35年） | 第13期：倍賞千恵子★、榊ひろみ、鏡るり子、七井りえ、東山弥生                                        | 年間最優秀賞：常夏滝子                                                |                                           | [ 21 ] |
| 1961年（昭和36年） | 第14期：若竹麻美★、美和映子、都さくら、若水ひろみ、国薫                                            | 年間最優秀賞：姫ゆり子                                                |                                           | [ 22 ] |
| 1962年（昭和37年） | 第15期：北弓子★、湊由利、嬢珠美、司三千緒、紅ひかる                                                | 年間最優秀賞：姫ゆり子                                                |                                           | [ 23 ] |
| 1963年（昭和38年） | 第16期：安川杏奴★、桂美浪、久美耀子、若木エリナ、壇木の実                                          | 年間最優秀賞：？                                                      |                                           | [ 23 ] |
| 1964年（昭和39年） | 第17期：花房てるみ★、龍城みさお、歌代環、翠千草、岡城結花                                          | 年間最優秀賞：草薙耀子                                                |                                           | [ 24 ] |
| 1964年（昭和39年） | 声楽専科：弓月千穂、大倉千代                                                                       | 年間最優秀賞：草薙耀子                                                |                                           | [ 24 ] |
| 1965年（昭和40年） | 第18期：北見マリ★、倍賞美津子、真山みどり、宮城野ゆみ、月乃かつら                                  | 年間最優秀賞：草薙耀子                                                |                                           | [ 24 ] |
| 1965年（昭和40年） | 声楽専科：有馬美也子                                                                               | 年間最優秀賞：草薙耀子                                                |                                           | [ 24 ] |
| 1966年（昭和41年） | 第19期：千月景子★、池洋子、八雲祥恵、三井浪路、春海暁子                                            | 年間最優秀賞：？                                                      |                                           | [ 25 ] |
| 1967年（昭和42年） | 第20期：槙乃かほり★、茜益美、邦園茉里、三ツ川巻希、大路みちる                                      | 年間最優秀賞：？                                                      |                                           | [ 25 ] |
| 1968年（昭和43年） | 第21期：帆里京子★、水郷わたる、千曲あかね、若草ルリ、弓月弥生                                      | 年間最優秀賞：久美晶子                                                | 修業年数変更（3年制→2年制）               | [ 26 ] |
| 1968年（昭和43年） | 第22期：宮久美子★、白羽千沙、江波ようこ、江美京子、橘美枝子、三条あけみ                            | 年間最優秀賞：久美晶子                                                | 修業年数変更（3年制→2年制）               | [ 26 ] |
| 1969年（昭和44年） | 第23期：河奈ひとみ★、池美智子、原三紗、亀井道子、好岡明美                                          | 年間最優秀賞：久美晶子                                                |                                           | [ 27 ] |
| 1970年（昭和45年） | 第24期：高峰由佳★、荒川由利江、志麻葵、甲斐京子、園城寺明子                                        | 年間最優秀賞：珠水美江                                                |                                           | [ 28 ] |
| 1971年（昭和46年） | 第25期：浪路はるか★、瑞木洋子、十和田ますみ、月館知子、小川真理子                                  | 年間最優秀賞：春日宏美                                                |                                           | [ 29 ] |
| 1972年（昭和47年） | 第26期：高城美輝★、三条梨恵、岬有砂、明石薫、宴園ゆり                                              | 年間最優秀賞：？                                                      |                                           | [ 30 ] |
| 1973年（昭和48年） | 第27期：扇奈芳枝、速見恵理、門奈美和、広しずか、飛鳥オリエ                                         | 年間最優秀賞：藤川洋子                                                |                                           | [ 31 ] |
| 1974年（昭和49年） | 第28期：乙女和香江、立原千穂、滝真奈美、西紀佐江子、水城奈緒                                       | 年間最優秀賞：柳千恵子・藤川洋子                                      |                                           | [ 31 ] |
| 1975年（昭和50年） | 第29期：舞香織、桂木亜子、優月るみ、高美マチ、円ジュン                                             | 年間最優秀賞：高城美輝                                                | 修業年数変更（2年制→1年制）               | [ 32 ] |
| 1975年（昭和50年） | 第30期：甘利絵津子、千晶薫、夏帆真樹、叶ひづる、汐路美加                                           | 年間最優秀賞：高城美輝                                                | 修業年数変更（2年制→1年制）               | [ 32 ] |
| 1976年（昭和51年） | 第31期：梓しのぶ、かづらめぐみ、香月淳、星里くらら、美鈴由梨                                       | 年間最優秀賞：志麻葵 年間特別賞：エイト・ピーチェス（藤川洋子ら13名） |                                           | [ 33 ] |
| 1977年（昭和52年） | 第32期：朝路さや香、美峰鈴、茜ゆみ、高峰はるか、音羽みずき                                         | 年間最優秀賞：鵬寿美                                                  |                                           | [ 34 ] |
| 1978年（昭和53年） | 第33期：梅田まゆみ、桜久美、咲田みちる、立花梨恵、銀河京                                           | 年間最優秀賞：？                                                      |                                           | [ 35 ] |